# Jan Kratochvíl (žokej)
Jan Kratochvíl (* 20. května 1991) je český dostihový jezdec, vítěz Velké pardubické steeplechase (2017) a vítěz šampionátu překážkových jezdců (2016). Kromě České republiky startuje také v Itálii, Německu, na Slovensku, ve Francii a dalších zemích. V překážkových dostizích mu náleží titul žokej. V současné době (údaj k roku 2018) působí ve stáji Josefa Váni.